# Cotesia urabae
Cotesia urabae är en stekelart som beskrevs av Austin och Allen 1989. Cotesia urabae ingår i släktet Cotesia och familjen bracksteklar. Inga underarter finns listade i Catalogue of Life.